# MX2
El MX2 es un avión acrobático diseñado para la acrobacia aérea producido por MX Aircraft de Carolina del Norte.

## Características
Es una nueva generación de aviones acrobáticos, diseñado utilizando avanzados modelados sólidos con énfasis en la eficacia aerodinámica. El MXS espera establecer un nuevo estándar en el diseño global de aviones para la Red Bull Air Race. El MXS está solo en la medida en que está construido totalmente de la "Aeronáutica" grado de fibra de carbono que proporciona resistencia y durabilidad superior, nunca antes visto en un avión de este tipo. El resultado es un avión capaz de volar en una amplia gama de velocidades, dando al piloto la posibilidad de maniobra crítica se vuelve muy eficaz en giros a bajas velocidades aerodinámicas.

### Datos técnicos
- Asientos: 1
- Longitud: 6,28 m
- Envergadura: 7,31 m
- Peso: 590 kg
- Motor: AEIO 540 EXP
- Potencia: 350 hp
- Propulsor: Hartzell “Claw”
- Velocidad máxima: 426 km/h
- Rango de giro: 450 °/s
- Fuerza G máxima: +/-12
- Diseño de ala: Symmetric, fibra de carbono
- Pilotos: Lamb, Maclean

## Aviones comparables
- Sukhoi Su-26
- Extra 300
- Zivko Edge 540
- Cap 232